# 圣十字堂 (塞维利亚)
圣十字堂（Iglesia de Santa Cruz）是一座天主教的堂区教堂，巴洛克建筑风格，建于18世纪（1665-1728） 位于西班牙安达卢西亚塞维利亚老城区圣十字区（Barrio de Santa Cruz）的马特奥斯·加戈街（Calle Mateos Gago），以及基督学校广场（Plaza de la Escuela de Cristo）。在17-19世纪之间，这里曾是圣神修院的教堂，现为堂区教堂。该堂是圣十字善会（Hermandad de Santa Cruz）的所在地。

## 圖集

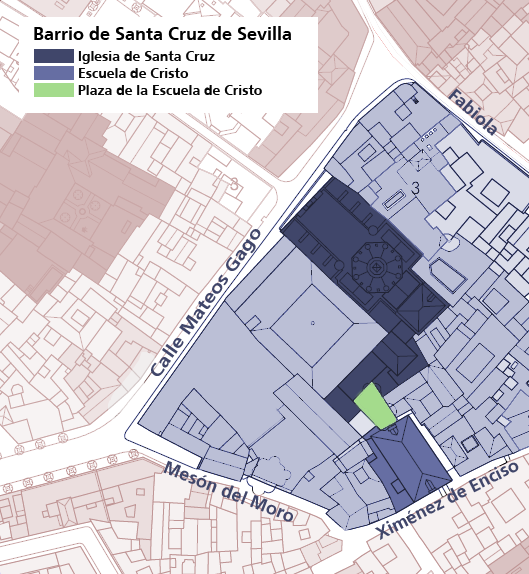
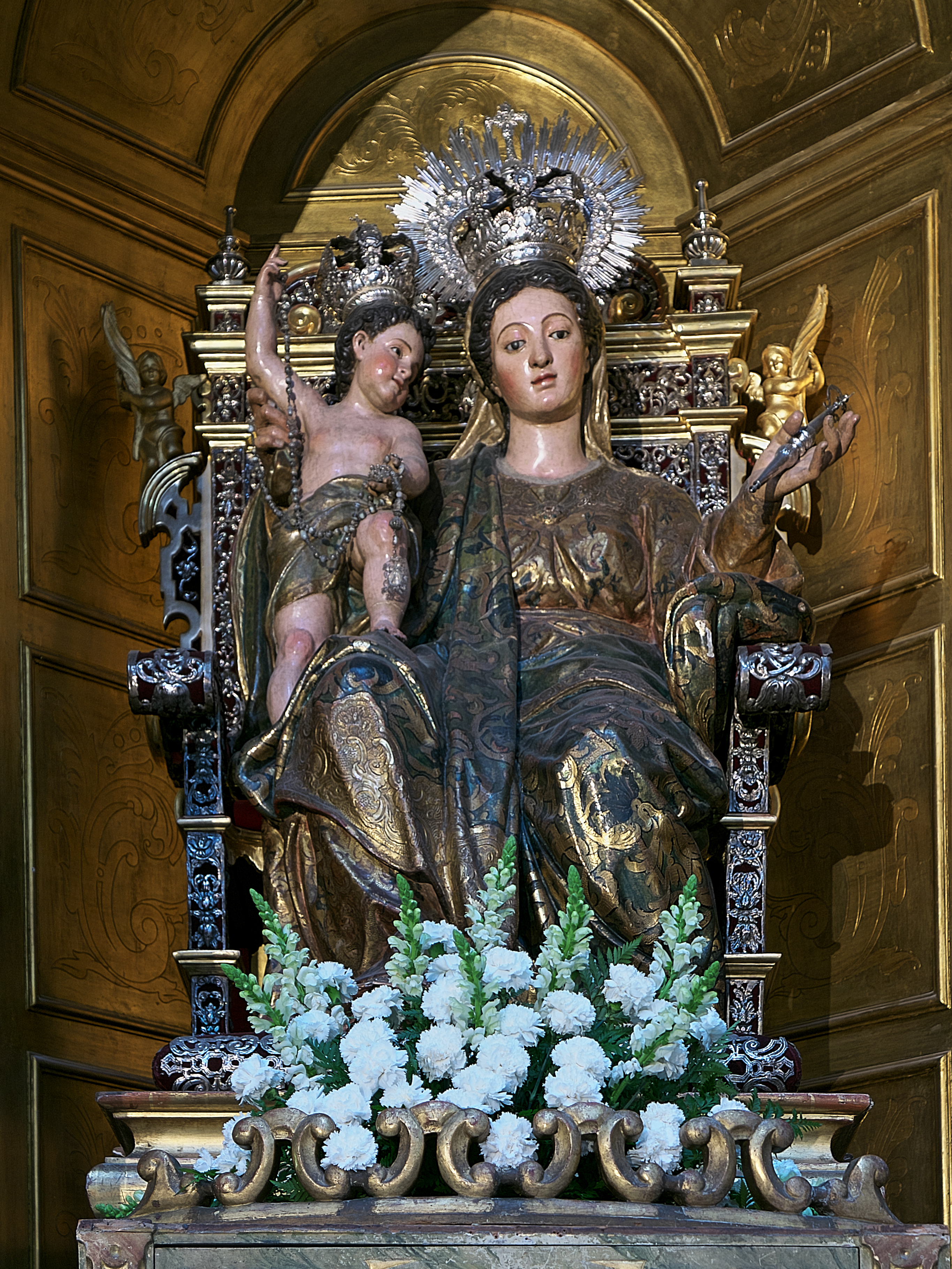
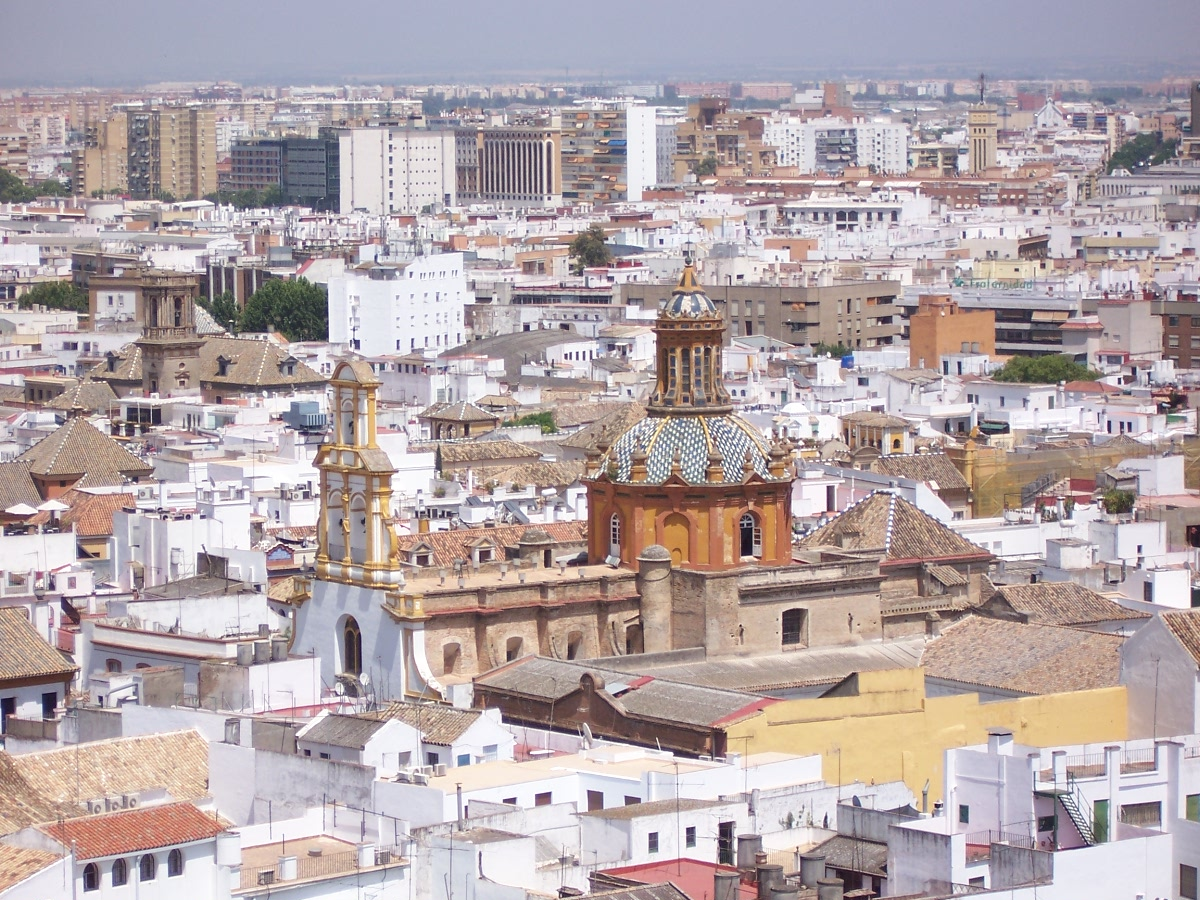
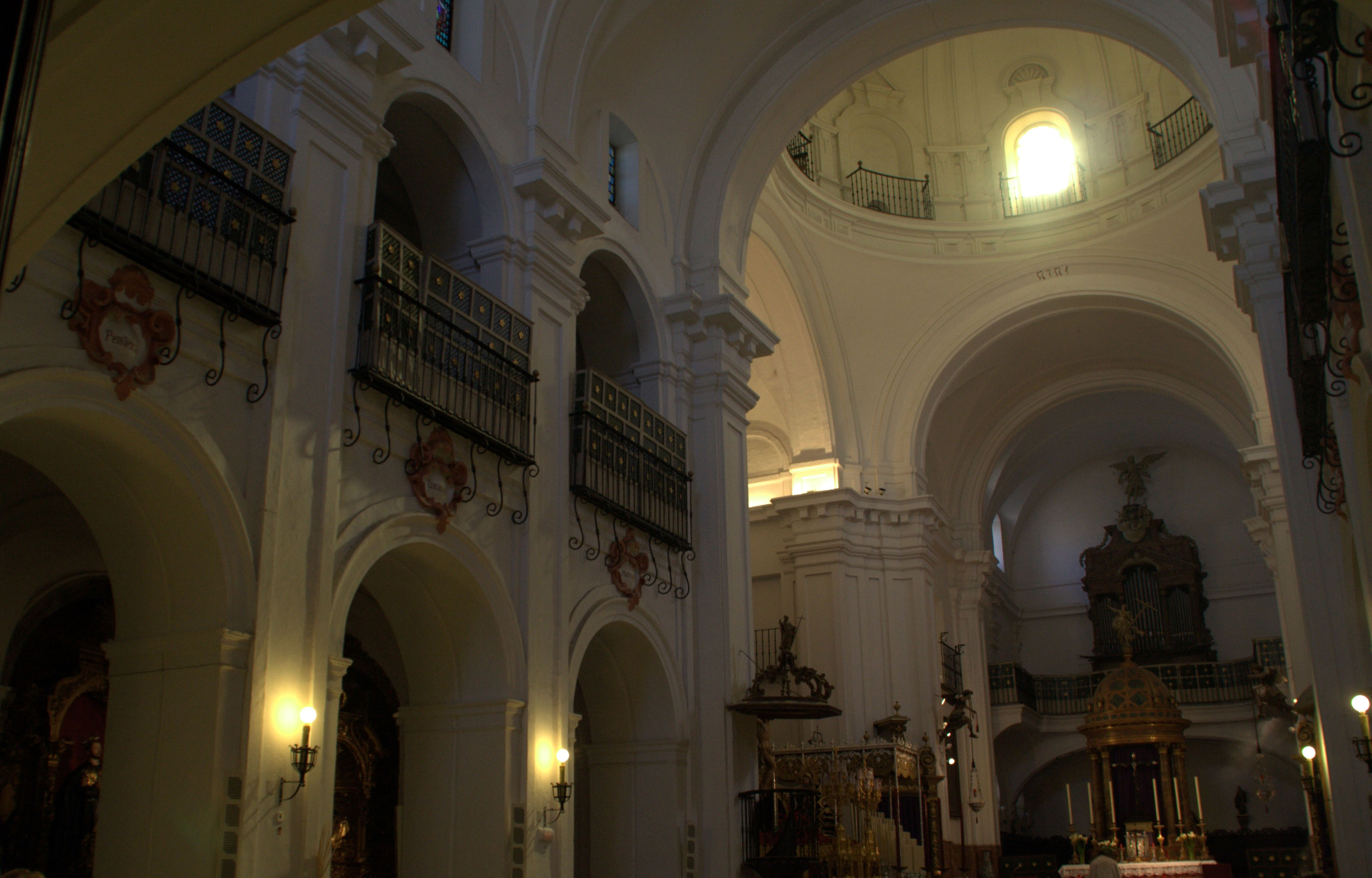
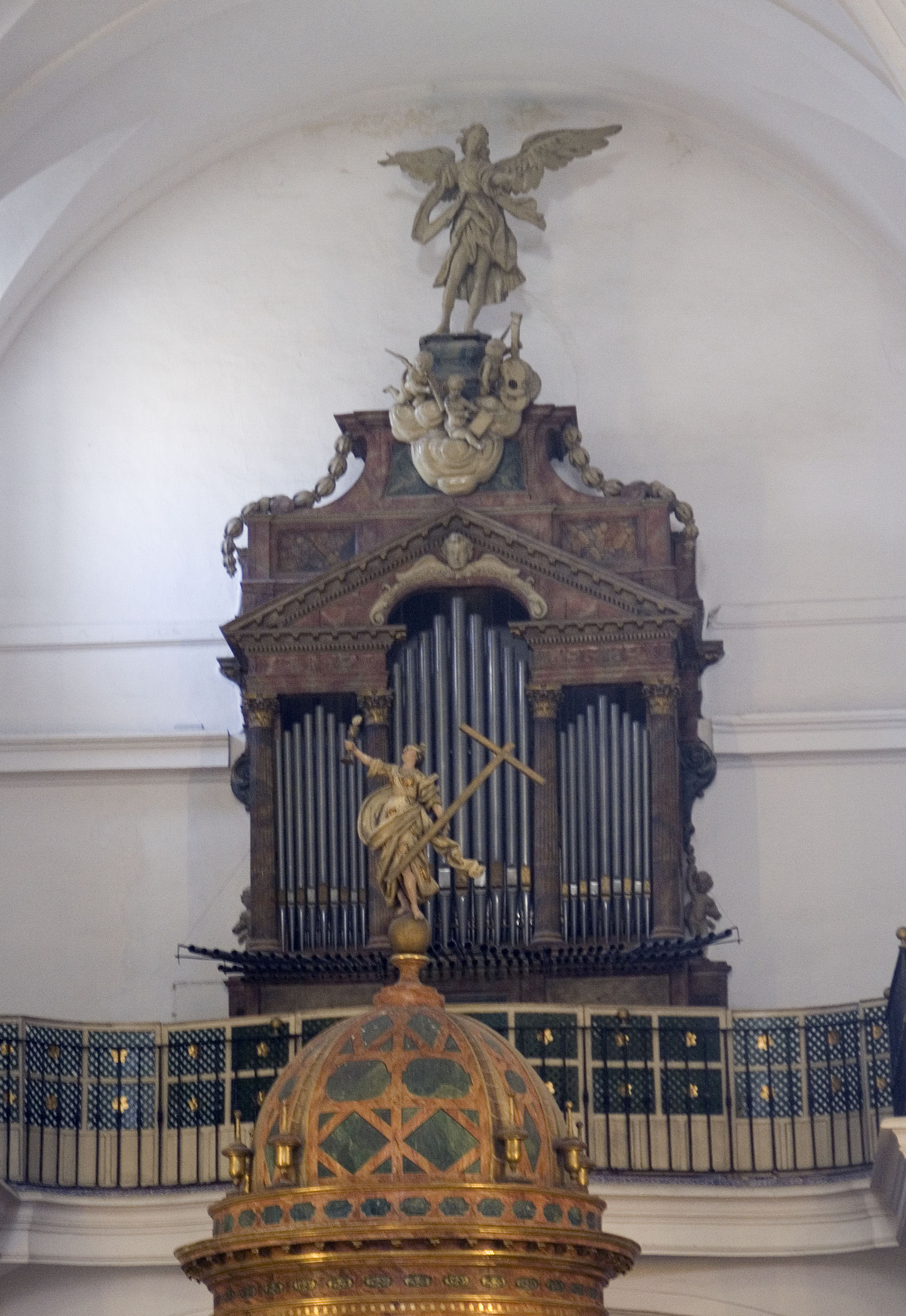
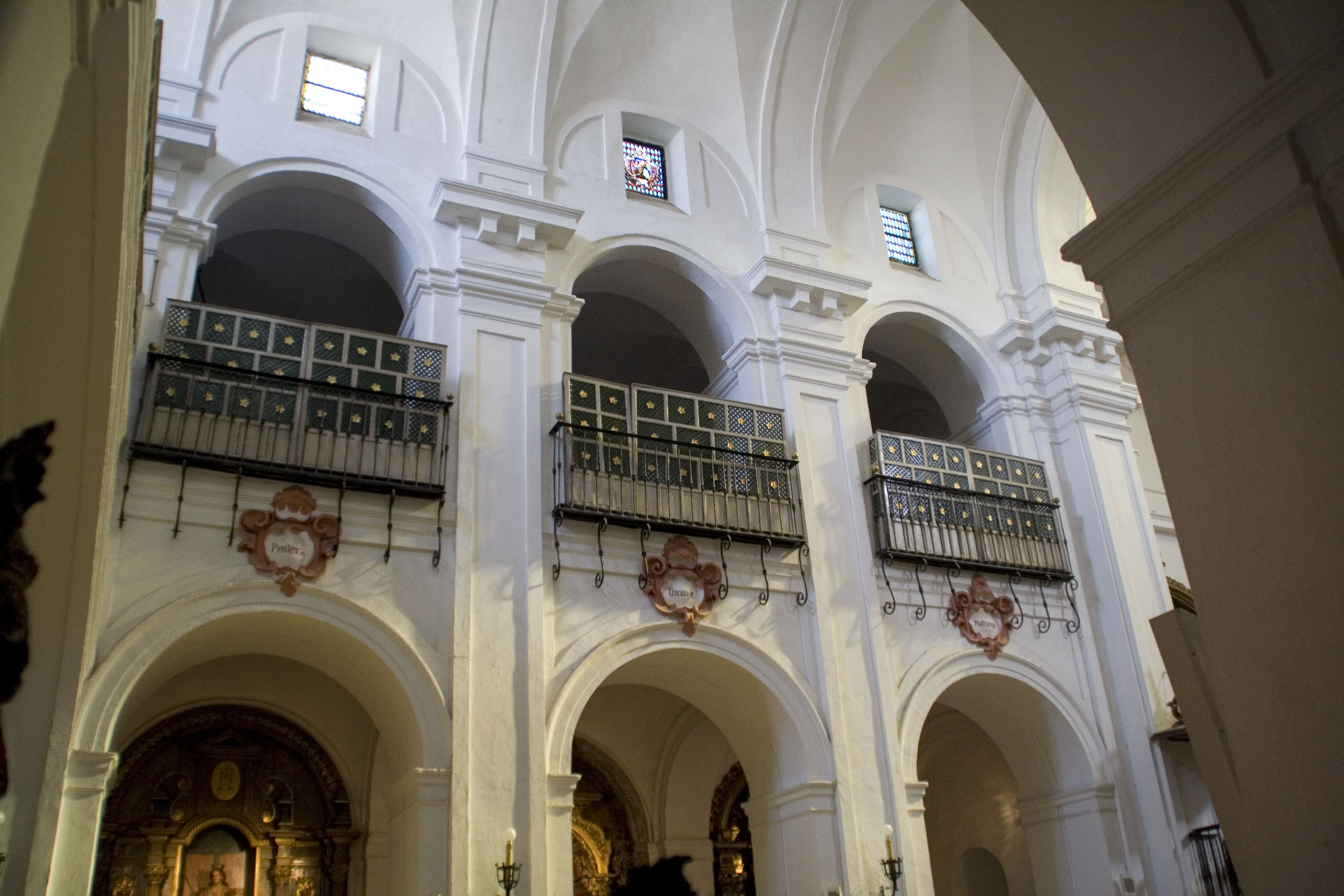

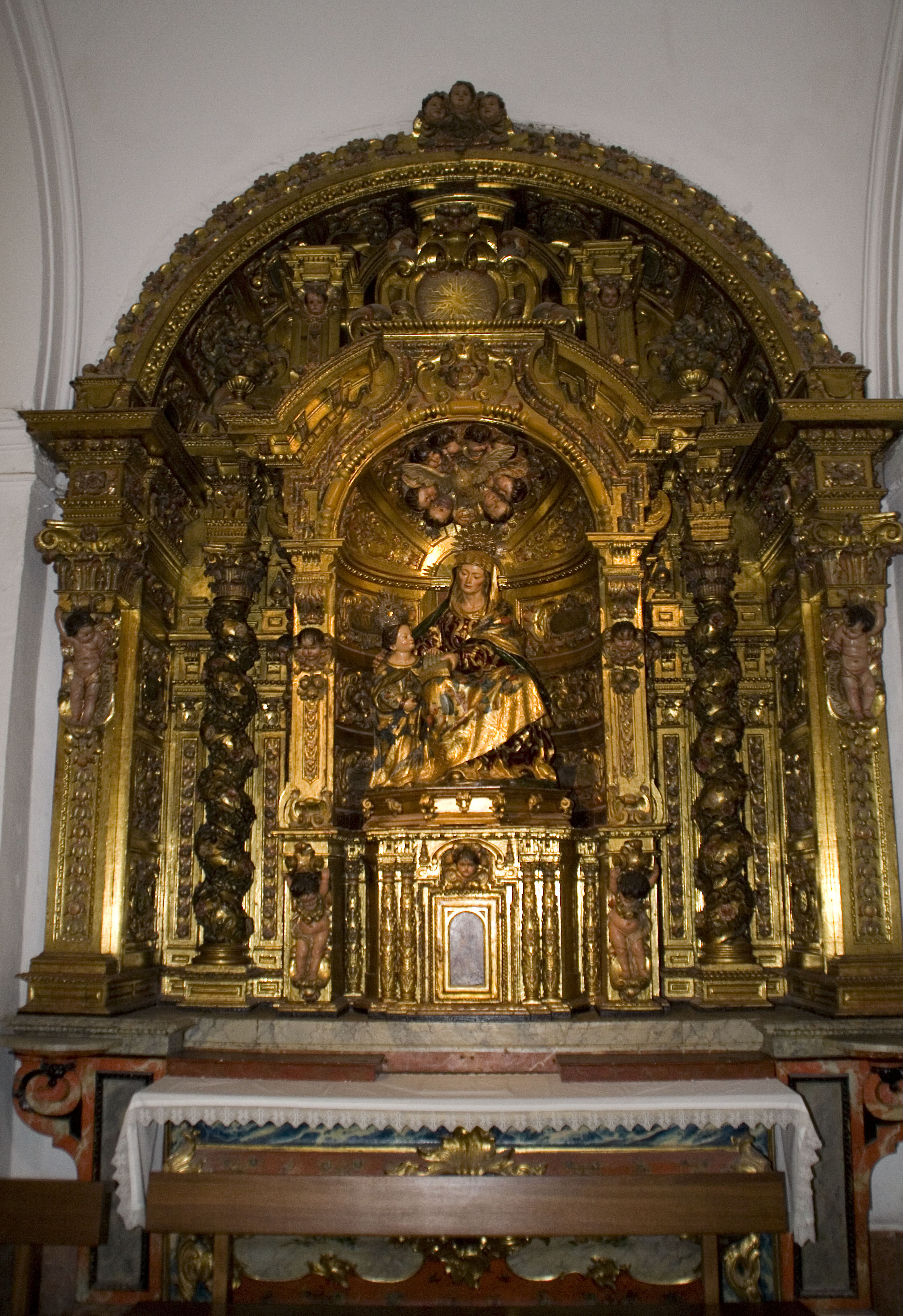
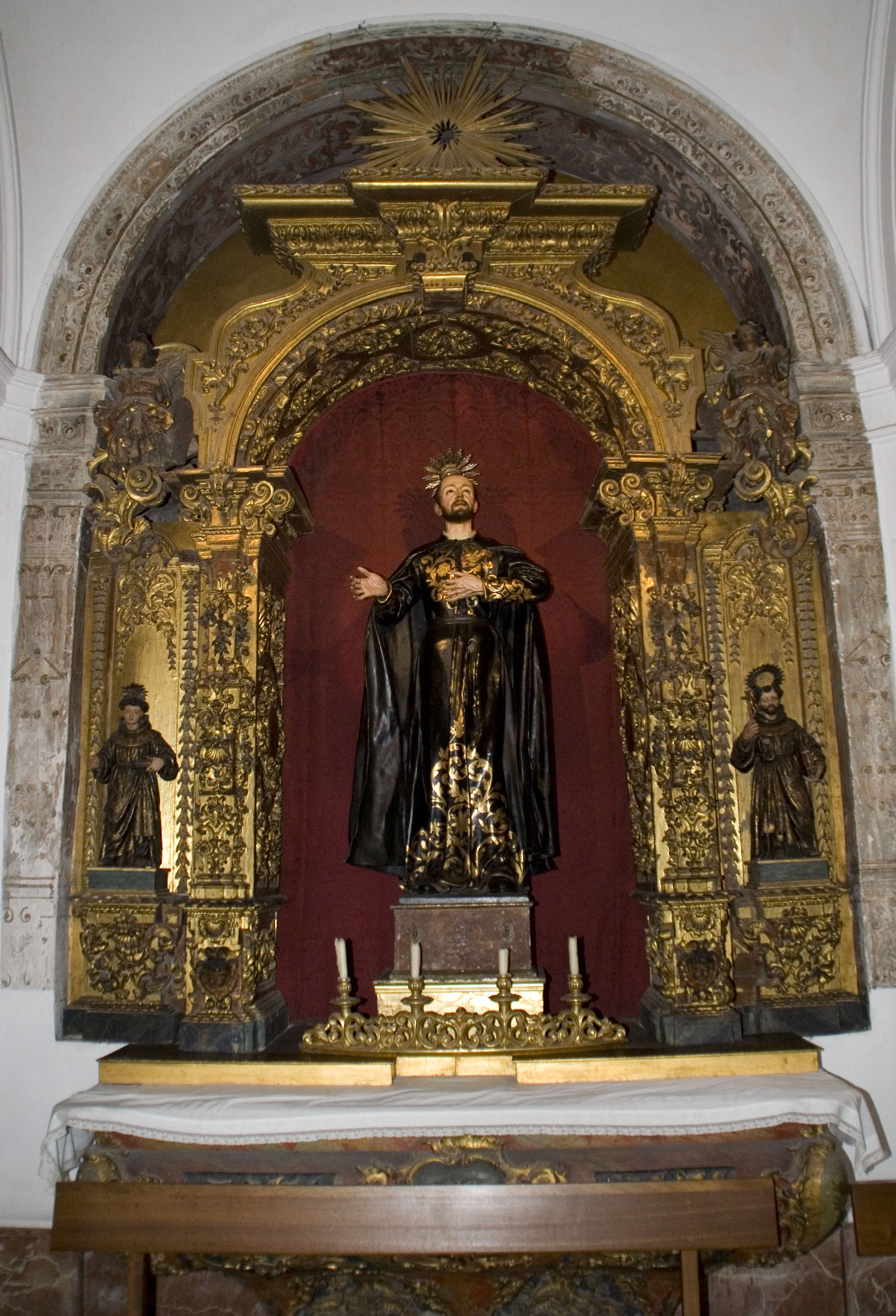
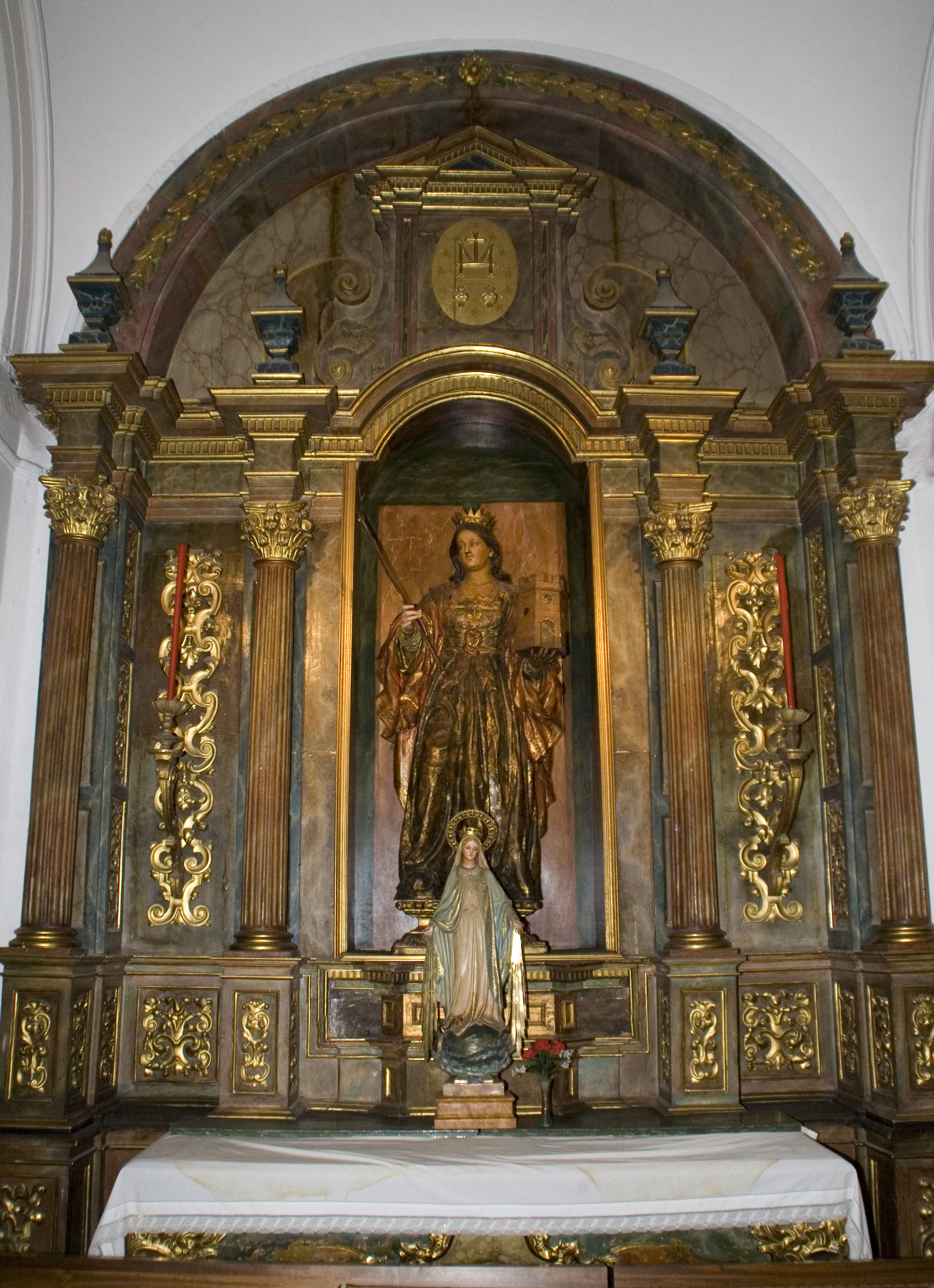
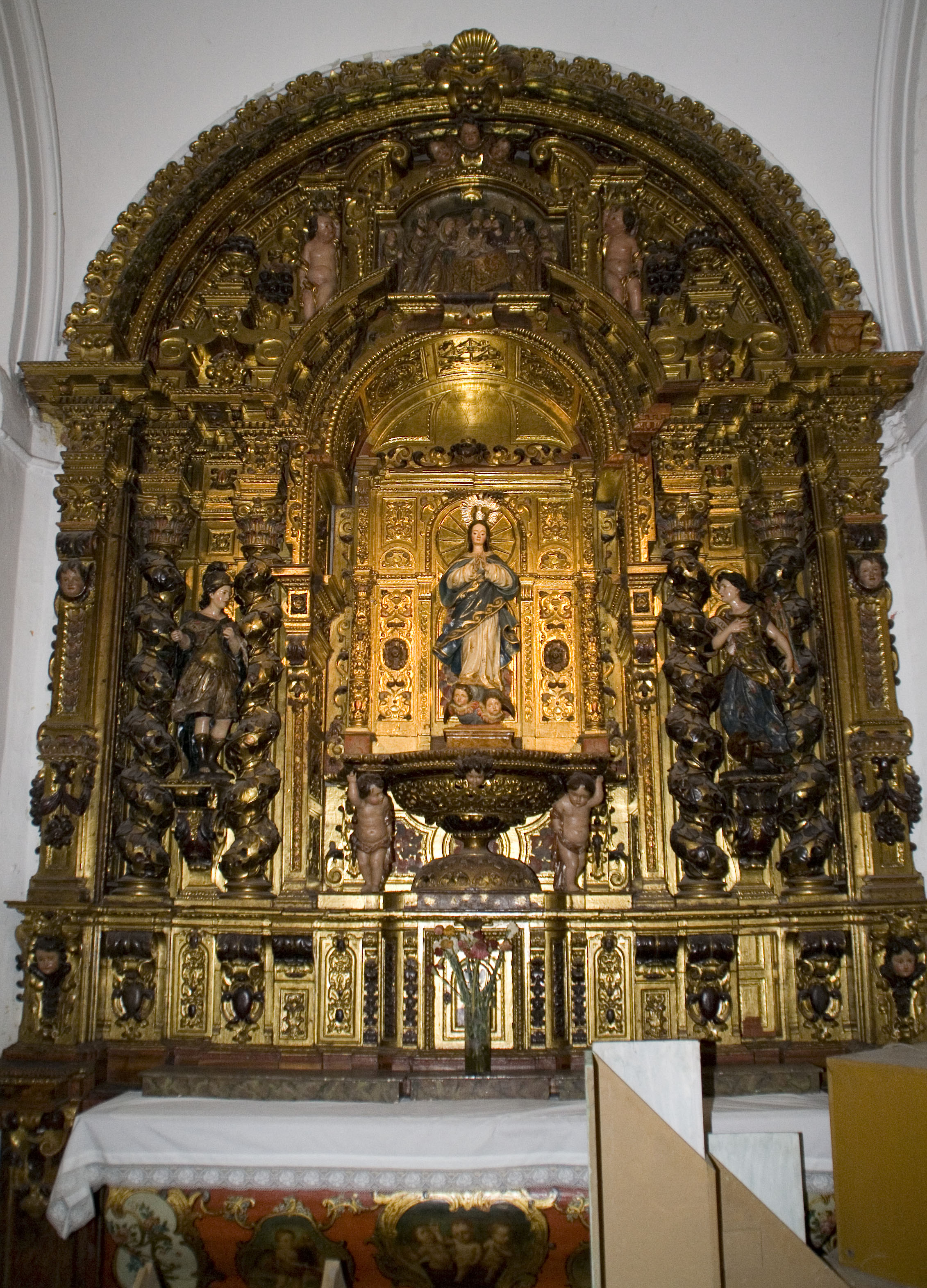
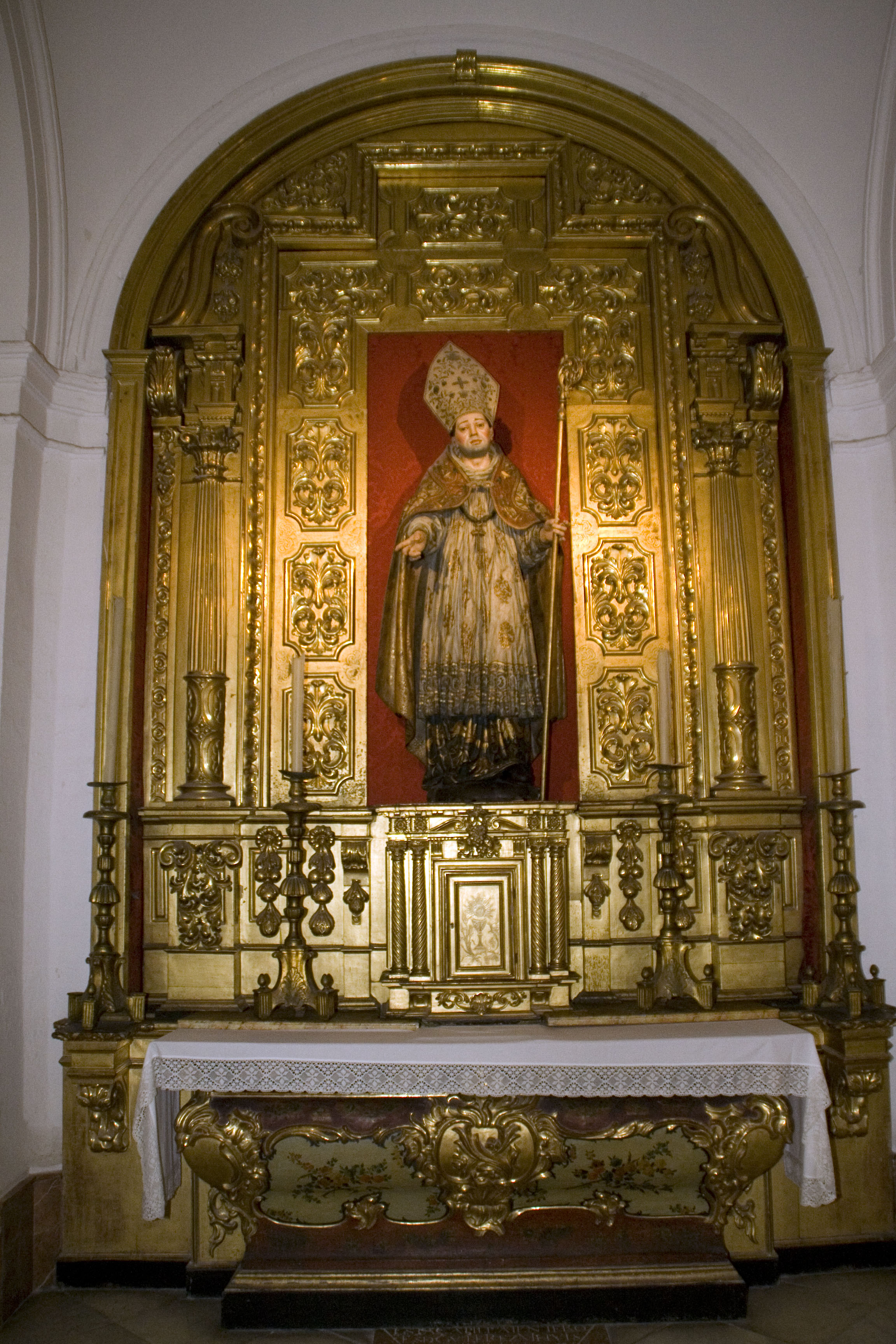
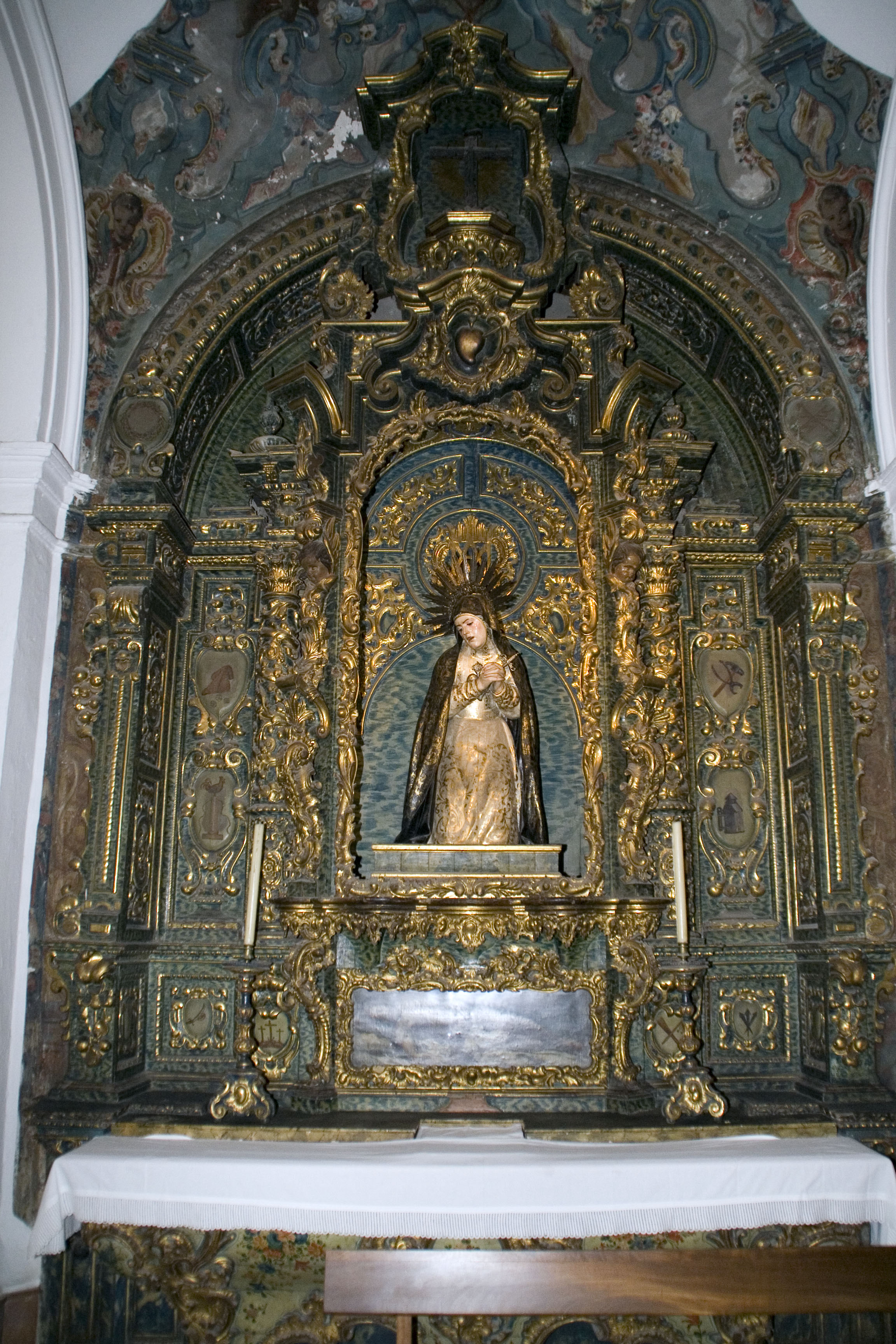
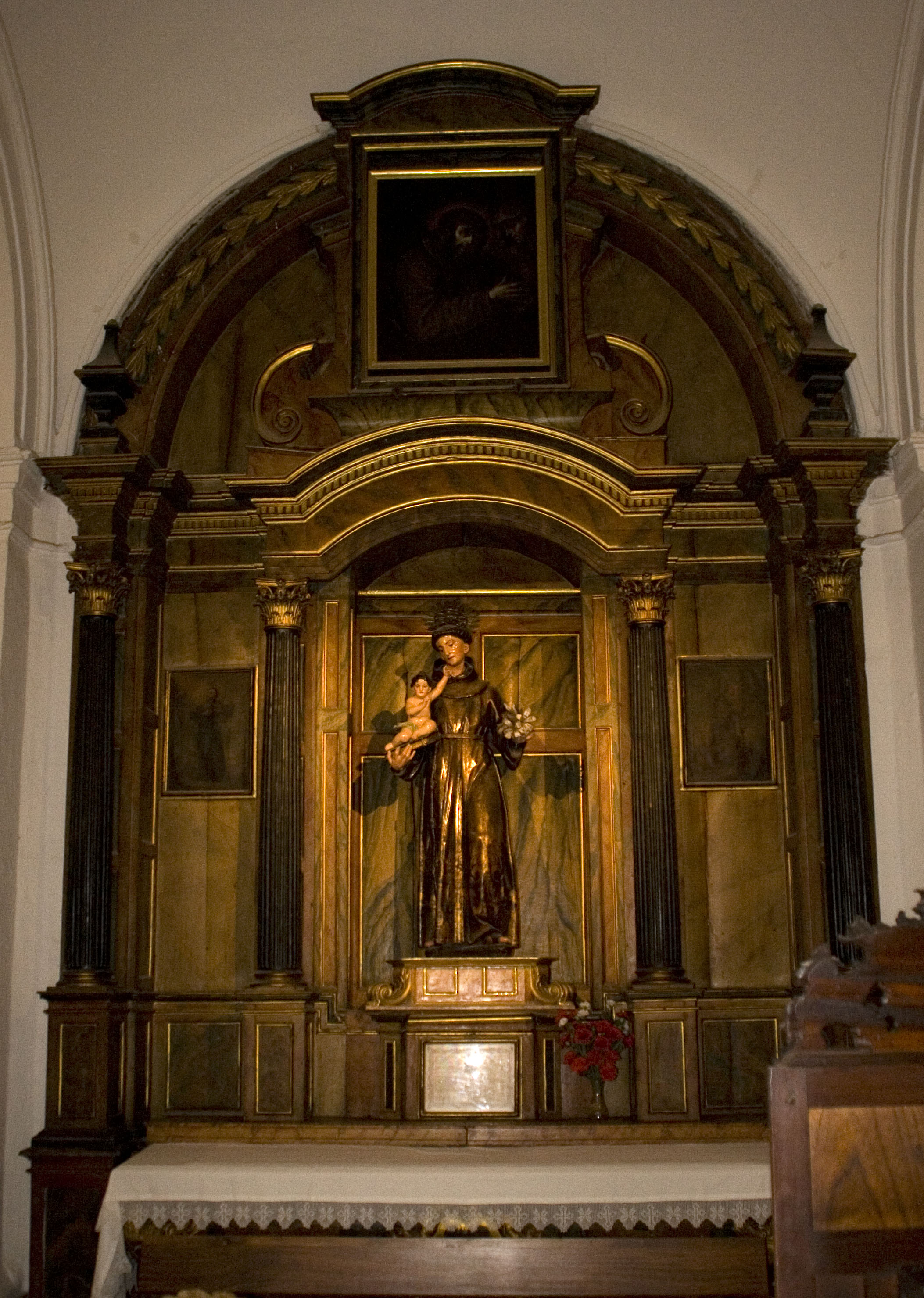
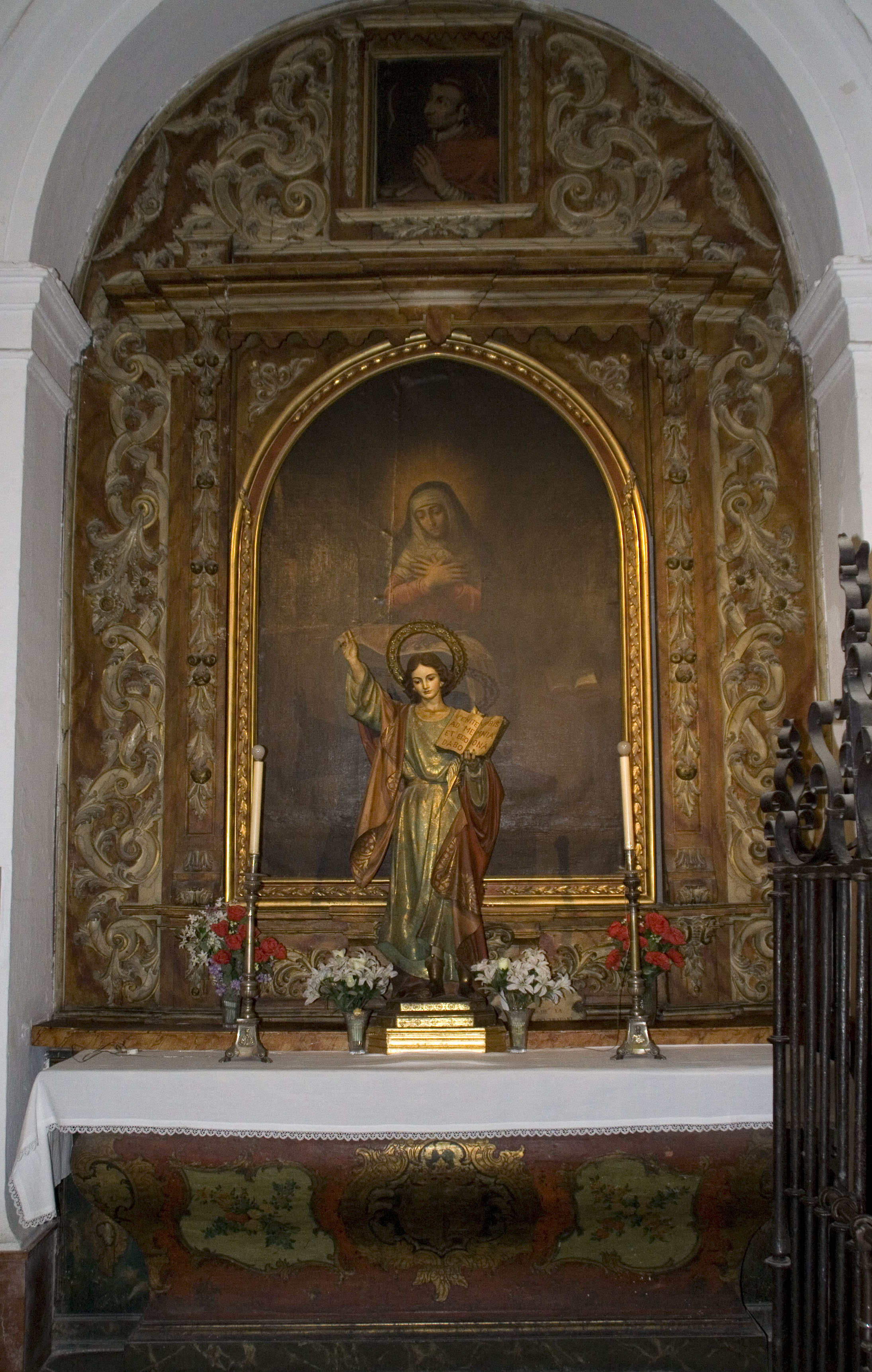